# Daisuke Matsui
Daisuke Matsui (松井 大輔, Matsui Daisuke, Kioto, 11 mei 1981) is een Japans voetballer die als middenvelder speelt.

## Carrière
Hij begon met voetbal aan de Kagoshima Commercial High School voor talenten. Yasuhito Endo speelde daar ook. In 2000, na zijn school, ging Daisuke Matsui spelen voor Kyoto Purple Sanga. Het eerste seizoen degradeerde de club, maar het seizoen daarna promoveerden ze weer. Vanaf 2003 speelt hij mee voor het Japanse elftal.
Na de OS 2004 in Athene werd hij uitgeleend aan Le Mans. Na zijn eerste seizoen voor Le Mans kreeg hij daar een vaste plaats. In 2005 promoveerde Le Mans naar de Ligue 1. Na vier jaar kreeg hij een contract tot 2011 bij Saint-Étienne. Het liep anders en in 2009 ging hij naar Grenoble. Deze club leende hem van september tot en met december 2010 vervolgens uit aan Tom Tomsk.
Met het Japanse elftal kwalificeerde hij zich voor het WK 2010 in Zuid-Afrika. In de achtste finale verloor Japan na penalty's van Paraguay. De vier wedstrijden, die Japan had gespeeld, speelde hij mee.

## Statistieken
| Japans voetbalelftal | Japans voetbalelftal | Japans voetbalelftal |
| Jaar                 | Wed.                 | Dlp.                 |
| -------------------- | -------------------- | -------------------- |
| 2003                 | 1                    | 0                    |
| 2004                 | 0                    | 0                    |
| 2005                 | 3                    | 1                    |
| 2006                 | 0                    | 0                    |
| 2007                 | 2                    | 0                    |
| 2008                 | 7                    | 0                    |
| 2009                 | 8                    | 0                    |
| 2010                 | 8                    | 0                    |
| 2011                 | 2                    | 0                    |
| Totaal               | 31                   | 1                    |